# Veľká Mača
Veľká Mača (in ungherese Nagymácséd) è un comune della Slovacchia facente parte del distretto di Galanta, nella regione di Trnava.